# Petrotilapia genalutea
Petrotilapia genalutea är en fiskart som beskrevs av Marsh, 1983. Petrotilapia genalutea ingår i släktet Petrotilapia och familjen Cichlidae. IUCN kategoriserar arten globalt som livskraftig. Inga underarter finns listade i Catalogue of Life.